# Comedone
I comedoni (conosciuti anche come punti neri) sono formazioni di colore giallastro o nerastro che si sviluppano sulla superficie della pelle.
La parola deriva dal latino comedō, -ōnis, propriamente "mangione", nome dato nel Medioevo ai vermi che infestavano la carne putrefatta e i cadaveri, per suggerire l'aspetto vermiforme di un punto nero quando viene espulso.

## Caratteristiche
È una tipica manifestazione di un'eruzione acneiforme. In presenza di papule e pustole può essere un segno dell'acne anche se non è necessariamente associato a una specifica patologia.
Si tratta di una occlusione dell'ostio follicolare nel cui interno si trovano grassi, cheratina, melanina, peli e batteri, tra cui il Propionibacterium acnes.

## Classificazione
Sono classificati come:
- comedoni aperti, detti anche "punti neri". Il colore marrone o nero è dovuto alla ossidazione superficiale del comedone;
- comedoni chiusi, detti anche "punti bianchi", possono essere simili ai cosiddetti "grani di miglio";
- macrocomedoni, superiori al millimetro;
- microcomedoni, tipicamente non visibili a occhio nudo.

## Cause
La comedogenesi e il processo che porta alla formazione del comedone non è del tutto compresa. La produzione di sebo aumenta durante la pubertà e i comedoni sono normalmente associati all'iperplasia delle ghiandole sebacee e alla ipercheratosi del follicolo; sono praticamente assenti prima della pubertà.
Possono contribuire alla formazione del comedone:
- l'eccessiva attività nella pelle di ormoni androgeni;
- l'eccessiva attività di citochine proinfiammatorie;
- l'eccessiva presenza di acidi grassi liberi nel sebo;
- l'eccessiva idratazione della pelle;
- il contatto con agenti comedogenici;
- il danno meccanico nell'area del follicolo, sia per sfregamento, scrub, sia per la rimozione con schiacciamento del comedone stesso.

Sono inoltre possibili relazioni tra la formazione del comedone e il fumo, oppure le diete ricche di alimenti ad alto indice glicemico (glucidi e lipidi) o latte.
I geni possono svolgere un ruolo nella probabilità di sviluppare eruzioni acneiformi, come rilevano alcuni studi sui gemelli, e i comedoni possono essere più comuni in alcuni gruppi etnici.
Non è stata dimostrata alcuna relazione causale tra iperseborrea e disequilibri ormonali, in particolare degli ormoni androgeni con la formazione del comedone che si presenta normalmente anche non associato a infiammazioni o a seborrea.
Quando è stata rilevata nel comedone e nel follicolo acneico una sostanziale carenza di acido linoleico rispetto ai normali lipidi epidermici si è ipotizzato un ruolo di una diversa distribuzione lipidica del sebo e dei lipidi cutanei nella formazione del comedone.  Alcune ricerche hanno individuato un ruolo proinfiammatorio dei lipidi insaturi e dei loro prodotti da ossidazione.
Non è stata dimostrata una relazione causale tra la formazione del comedone e la flora batterica presente, anche se la prevalenza di acidi grassi liberi, dovuta all'idrolisi indotta da enzimi di origine batterica, è una probabile concausa di processi infiammatori e proliferativi.
Allo stato attuale delle ricerche, può essere connessa a molteplici fattori che possono condurre a un disequilibrio nel processo di cheratizzazione del follicolo pilosebaceo e di produzione del sebo.